# Interwencja (stosunki międzynarodowe)
Interwencja (ang. intervention) – termin, odnoszący się do akcji podmiotów zewnętrznych, wpływającej na sytuację wewnętrzną suwerennego państwa. Obejmuje szeroki zakres zachowań, począwszy od działań ze znikomą siłą przymusu, aż po czyny z jego wysokim natężeniem. Poziom intensywności przymusu jest czynnikiem bardzo istotnym, gdyż wiąże się z zakresem swobody miejscowego społeczeństwa i zewnętrznym ograniczeniem lokalnej autonomii.

## Interwencyjne środki przymusu
Niska intensywność interwencyjnych środków przymusu oznacza dużą swobodę wyboru dla lokalnych uczestników sporów, natomiast ich wysoka intensywność oznacza małą swobodę wyboru.
Rodzaje przymusu według jego intensywności od najniższej do najwyższej:
- wystąpienia i przemowy – np. przemówienie George'a H. W. Busha do obywateli Iraku, w celu odsunięcia Saddama Husajna od władzy
- publikacje w mediach – np. powołanie przez USA Radio Martí na Kubie, mającego nadawać programy opozycyjne wobec Fidela Castro
- pomoc gospodarcza – np. pomoc USA dla Kuby w czasie Zimnej Wojny
- doradztwo wojskowe – np. wysłanie pomocy wojskowej i doradców przez ZSRR do Afganistanu w trakcie wojny domowej w Afganistanie
- wsparcie dla opozycji – np. finansowanie opozycji Salvadora Allende w Chile przez USA w latach 70.
- blokada – np. blokada ekonomiczna USA wobec Kuby zniesiona przez Baracka Obamę w 2014
- ograniczona akcja wojskowa – np. wsparcie lotnicze i naziemne udzielone przez USA siłom lokalnym w Afganistanie, dążącym do obalenia rządów talibów w 2001
- atak zbrojny – np. operacje wojskowe prowadzone przez USA w Iraku w 2003